# Thesea pallida
Thesea pallida is een zachte koraalsoort uit de familie Plexauridae. De koraalsoort komt uit het geslacht Thesea. Thesea pallida werd in 1910 voor het eerst wetenschappelijk beschreven door Nutting. 